# AJINOMOTO 6 P.M.
AJINOMOTO 6 P.M. (アジノモト・シックス・ピーエム）は、J-WAVEで放送されていたラジオ番組。提供は味の素。
1999年4月3日にAJINOMOTO RADIO QUEST 2001（アジノモト・レディオクエスト・トゥウェンティオーワン）として放送を開始。2001年を迎えたのを機に同年4月から番組名が6 P.M.に改題された。2004年9月25日をもって番組終了。

## 放送時間
- 土曜 18:30-19:30（1999年4月-2000年3月）
- 土曜 18:00-18:54（2000年4月-2004年9月）

## ナビゲーター
- 小山薫堂
- クリス智子

## 番組内容
番組内容は特にメインとして据えられていたものはなく、週替わりでその都度小山薫堂を中心に企画をたて、取材・制作・放送されていた。「音楽局」の色彩の強かったJ-WAVEの中では、バラエティ色の強い番組であった。代表的な企画を挙げると以下のようになる。
- 「音紀行」もの

ナビゲータのふたりが旅に出て、その模様を録音・構成して放送するもの。北海道、軽井沢などに出かけている。
- 「おねだり」企画

ナビゲータのふたりがアポなしで生放送中に知人・友人に電話、リスナーへのプレゼントを「ねだる」という企画。
- 「東京遺産」

小山薫堂自身も関わったテレビ番組『世界遺産』のパロディ。東京にある「未来に残したいもの」を番組として「東京遺産」に認定するというもの。
- 「配りもの」企画

小山薫堂・クリス智子両者が都内のある場所をそれぞれ指定、その場所にスタッフが配布物を持って待機、放送時間内に配りきれるかを競うもの。配布場所を1か所にし競わないこともあった。
- 「逃亡者」企画

「番組本番直前にゲスト（石田純一）とスタッフがいなくなった」という設定のもと、リスナーがこの「逃走した」ゲストとスタッフを都内で実際に探すか、彼らの目的地を当てる、というもの。ヒントは随時携帯電話で逃亡者から告げられた。「逃亡者」役を小山薫堂が引き受け、代わりに松尾貴史がクリス智子・太田真一郎とともにスタジオで進行役を務めたこともある。
- 「ワンナイト・レストラン」企画

都内のレストランを借り切って、番組のためにある料理をある人数分用意。放送中に出されるヒントに従ってレストランに到達できたリスナーに対し、その料理を振る舞うという企画。

## 特別番組
例年、6 P.M.のスタッフを中心に、クリスマス直前にJ-WAVE HOLIDAY SPECIALとして特別番組を9:00-17:55（または18:00）にかけて放送していた。なお番組終了以後に6 P.M.としての特別番組は放送されていないが、当番組のナビゲーターだった小山・クリス両名の組み合わせによる特別番組は何度か放送されている。
- 1999年12月23日 AJINOMOTO RADIO QUEST 2001 presents MERRY XMAS TOKIO
- 2001年12月24日 AJINOMOTO 6 P.M. presents MERRY CHRISTMAS TOKIO
- 2002年12月23日 AJINOMOTO 6 P.M. presents BEST WISHES ON XMAS
- 2003年12月23日 AJINOMOTO 6 P.M. presents BEST WISHES ON CHRISTMAS

## その他
- テーマ曲「6 P.M.」（オリジナルアルバム『CLE』『SOLEIL』に収録）をフランス人シンガーのクレモンティーヌが歌っていた。